# Protecție pasivă antiincendiu
.

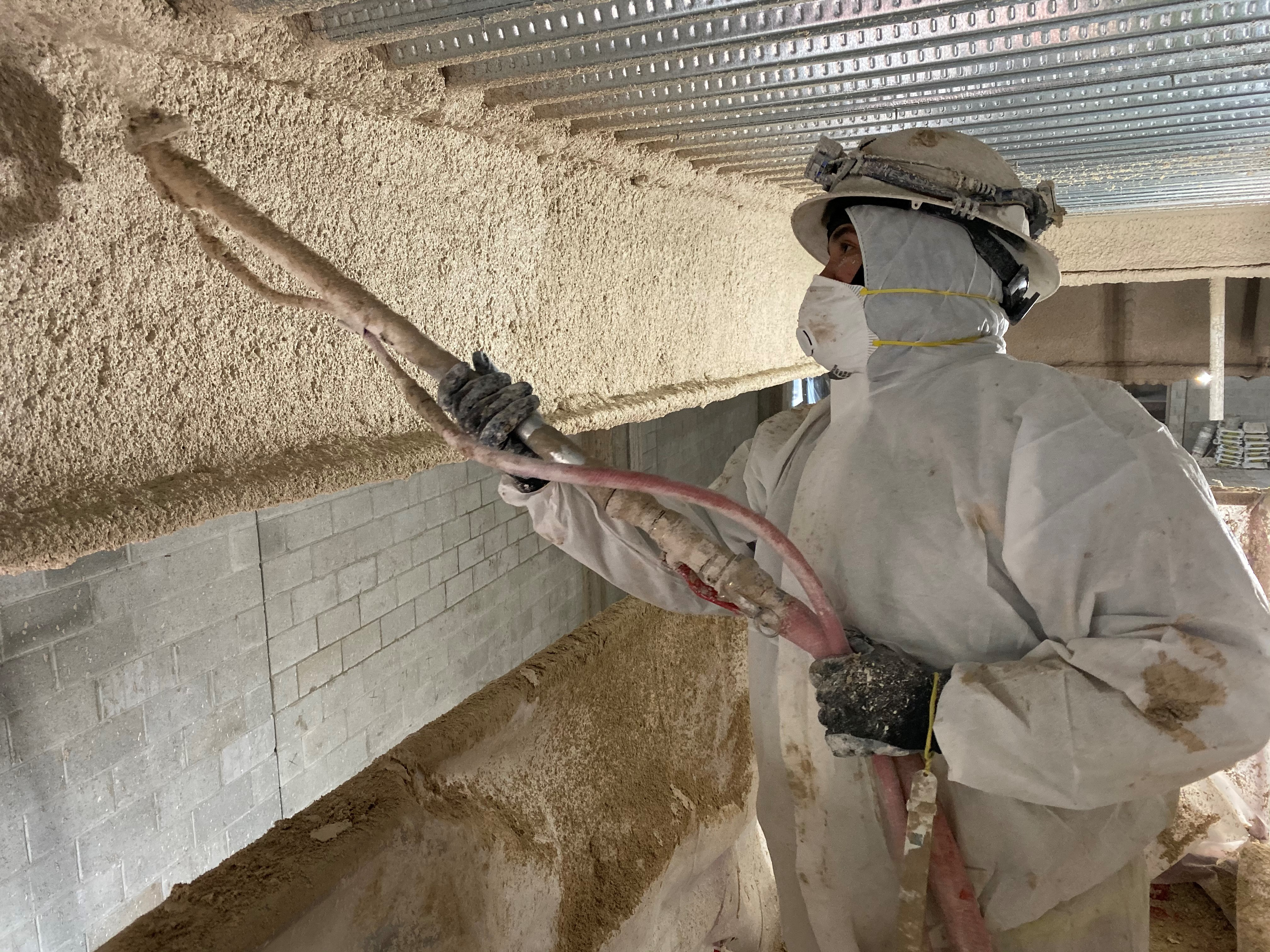
Protecția structurii metalice cu vopsea termospumntă

Protecția pasivă antiincendiu este un ansamblu de măsuri ce se pot lua cu scopul de a preveni/limita sau stopa răspândirea unui foc. Acest tip de protecție este complementar protecției active și împreună cele două tipuri de sisteme de protecție alcătuiesc rezistența la foc a construcției. 
Scopurile luării acestor măsuri sunt reprezentate de salvarea de vieți omenești și de limitarea pagubelor în caz de incendiu.

## Protecția structurală la incendii
Protecția la incendii într-o clădire, este prevăzută de regulă încă din faza de proiectare a construcției, prin măsuri de:
- Protecție pasivă, care presupune:

- compartimentarea clădirii în ansamblu prin utilizarea de materiale rezistente la foc.
- organizarea în compartimente mai mici de incendiu, constând din una sau mai multe încăperi sau construcții care să prevină sau să încetinească răspândirea incendiului dintr-un spațiu la altul, de la o construcție la alta. Acestea se prevăd de la caz la caz cu scopul de a limita pagubele astfel încât utilizatorii să poată ieși în siguranță în situații de urgență pentru a ajunge într-o zonă fără pericol de incendiu.

- Protecție activă, care include instalații de detectare manuală, sistem de detectare, semnalizare și avertizare incendiu sau sisteme automate de stingere a incendiilor (instalații șprinkler)[2];

Modalități de protecție pasivă(exemple)
- Ignifugarea materialelor combustibile;
- zidărie din materiale rezistente la foc;
- termoprotecția cu vopsea termospumantă sau torcretarea (mortar în cazul structurilor);
- materiale rezistente la foc la treceri și goluri tehnologice;
- izolarea cablurilor electrice;
- placarea materiale combustibile cu materiale incombustibile(tencuieli);
- montarea de uși, geamuri, tavane si podele rezistente la foc, etc.(uși antifoc, clapete antifoc).[3][4].

## Protecția elementelor de construcții
Protecția elementelor de construcții combustibile se poate realiza prin ignifugare.Calitatea lucrărilor de ignifugare se certifică prin rapoarte de încercare emise de laboratoare autorizate potrivit legii.
Protecția elementelor de construcții metalice se poate realiza cu vopselele termospumante aplicate pe suprafețe, acestea încetinesc încălzirea oțelului și prelungesc timpul posibil de răspuns înainte de a se produce o defecțiune sau un colaps semnificativ.